# Dayton (Tennessee)
Dayton es una ciudad ubicada en el condado de Rhea en el estado estadounidense de Tennessee. En el Censo de 2010 tenía una población de 7.191 habitantes y una densidad poblacional de 352,12 personas por km².
En 1925 se llevó a cabo en esta localidad el famoso juicio de Scopes, que supuso un punto crítico en la controversia entre evolucionismo y creacionismo en Estados Unidos.

## Geografía
Dayton se encuentra ubicada en las coordenadas 35°29′32″N 85°0′43″O / 35.49222, -85.01194. Según la Oficina del Censo de los Estados Unidos, Dayton tiene una superficie total de 20.42 km², de la cual 19.82 km² corresponden a tierra firme y (2.94%) 0.6 km² es agua.

## Demografía
Según el censo de 2010, había 7.191 personas residiendo en Dayton. La densidad de población era de 352,12 hab./km². De los 7.191 habitantes, Dayton estaba compuesto por el 87.4% blancos, el 4.81% eran afroamericanos, el 0.54% eran amerindios, el 0.76% eran asiáticos, el 0.08% eran isleños del Pacífico, el 2.99% eran de otras razas y el 2.24% pertenecían a dos o más razas. Del total de la población el 5.63% eran hispanos o latinos de cualquier raza.